# 07th Expansion
07th Expansion(일본어: セブンス エキスパンション, 한국어: 세븐스 익스팬션)은 일본의 동인 서클이다. 사운드 노벨인 《쓰르라미 울 적에》를 개발하기로 유명하다. 
활동 초기에는 Leaf Fight의 오리지널 카드를 만들었었다. 유명해진 이후, 《쓰르라미 울 적에》의 제작은 용기사07・야타 자쿠라(八咫桜) 형제를 중심으로 오리지널 카드 시대에 수입한 BT를 필두로 그 밖의 서클 멤버들이 서포트하고 있다. 덧붙여 제작비는 형제의 부모님이 담당. 유년시절 게임을 사지 못해 소외감을 안고 있던 걸 계기로 게임을 제작할 수 있었다고 한다.